# Thanatus albescens
Thanatus albescens är en spindelart som beskrevs av O. Pickard-Cambridge 1885. Thanatus albescens ingår i släktet Thanatus och familjen snabblöparspindlar. Inga underarter finns listade i Catalogue of Life.